# جون جوزيف ألبان جيلز
جون جوزيف ألبان جيلز هو سياسي كندي، ولد في 17 يونيو 1882، وتوفي في 6 أبريل 1965.